# Connangles
Connangles település Franciaországban, Haute-Loire megyében. Lakosainak száma 132 fő (2022. január 1.). Connangles Berbezit, La Chaise-Dieu, La Chapelle-Geneste, Cistrières, Montclard, Saint-Pal-de-Senouire és Sembadel községekkel határos.

## Népesség
A település népességének változása:
| Lakosok száma | 270  | 202  | 154  | 138  | 141  | 148  | 146  | 137  | 132  | 132  |
|               | 1968 | 1982 | 1990 | 2006 | 2013 | 2015 | 2017 | 2019 | 2020 | 2022 |